# 生命理工学部
生命理工学部（せいめいりこうがくぶ）とは、大学の学部の1つ。日本では東京工業大学に設置されていたが、生命理工学院に改組。

## 東京工業大学生命理工学部

### 沿革
- 1990年6月　生命理学科、生体機構学科、生物工学科、生体分子工学科の4学科で開設
- 2019年4月　生命理工学院へ。

### 設置学科
以下の２学科が設置されていた。
- 生命科学科
- 生命工学科